# Distretto di Maimay
Il distretto di Maimay è un distretto dell'Afghanistan, appartenente alla provincia di Badakhshan.